# Edward Feliks Lubicz-Niezabitowski

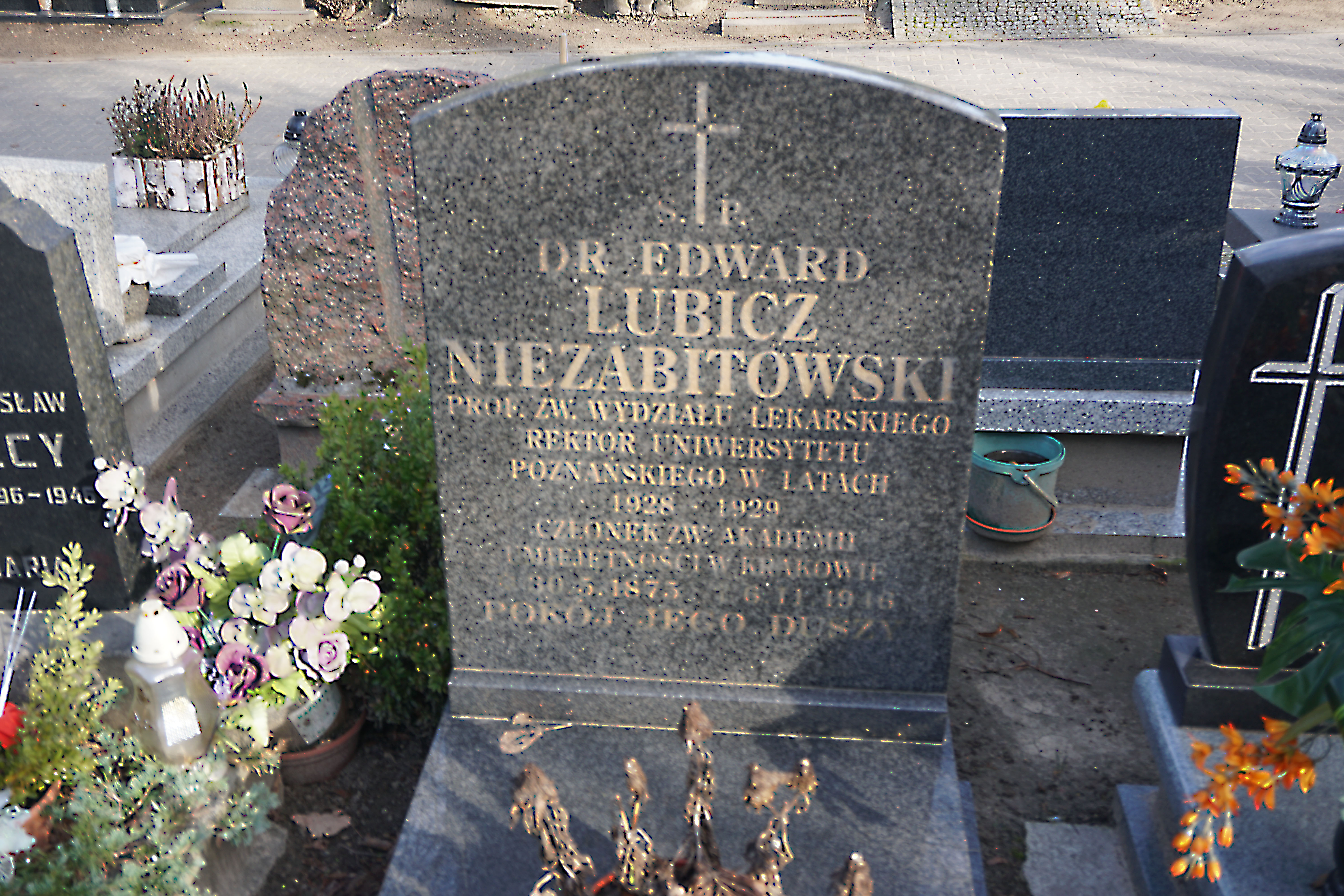
Grób prof. Edwarda Lubicz-Niezabitowskiego na cmentarzu Sołackim

Edward Feliks Lubicz-Niezabitowski (ur. 30 maja 1875 w Bugaju koło Miłosławia, zm. 5 listopada 1946 w Poznaniu) – polski naukowiec, zoolog i lekarz.

## Życiorys
Był synem Hieronima oraz Władysławy z domu Dąbrowskiej. W 1894 w Przemyślu ukończył szkołę średnią, a następnie studiował na wydziale lekarskim Uniwersytetu Jagiellońskiego, gdzie w 1900 uzyskał doktorat medycyny. W Katedrze Anatomii Porównawczej był w latach 1896–1898 asystentem, a następnie w latach 1900–1905 asystentem w Katedrze Botaniki. Zdał w 1903 państwowy egzamin, który uprawniał do pracy pedagogicznej. W Nowym Targu w 1905 objął obowiązki profesora w gimnazjum, a w 1918 został jego dyrektorem i w którym zorganizował jako pierwsze w kraju bezpłatne ambulatorium dla młodzieży szkolnej. W mieście prowadził również praktykę lekarską oraz badania naukowe. Zebrał bogaty zbiór preparatów z okazów fauny planktonowej podczas licznych podróży zagranicznych. Później przekazał go Zakładowi Biologii Uniwersytetu Poznańskiego. W 1920 po powrocie do Krakowa objął na Wydziale Lekarskim UJ wykłady z biologii. 2 kwietnia 1921 otrzymał tytuł Honorowego Obywatela Miasta Nowego Targu. Przeniósł się w 1921 do Poznania i otrzymał nominację na profesora zwyczajnego anatomii i histologii zwierząt domowych na Wydziale Rolniczo–Leśnym UP. Na Wydziale Lekarskim UP objął od 1922 wykłady z biologii ogólnej. Pełnił w latach 1921–1923 funkcję dziekana i prodziekana Wydziału Rolniczo–Leśnego, a rektora UP w latach 1928–1929. Dyrektor Muzeum Przyrodniczego w Poznaniu od 1923. Podczas okupacji pracował w Warszawie w Szpitalu Ujazdowskim oraz wykładał w Tajnej Szkole Rolniczej.
Członek korespondent Polskiej Akademii Umiejętności.

## Śmierć
Zmarł 5 listopada 1946 w Poznaniu, gdzie został pochowany na cmentarzu parafialnym św. Jana Vianneya w Poznaniu (kw. św. Barbary-rząd 16-grób 23).

## Życie prywatne
Był żonaty z Leontyną Schille i miał córkę Janinę.